# Гјумри
Гјумри (јерм. Գյումրի) је други по величини град у Јерменији и административни је центар марза Ширак. Смештен је у централном делу Ширакске равнице, на 126 км северозападно од Јеревана. Кроз западна предграђа Гјумрија протиче река Ахурјан.
Град има богату историју, а прве насеобине на том месту јављају се већ у V веку п. н. е, када су Грци ту основали своју колонију. Град је тешко оштећен у земљотресу који је погодио Јерменију 1988. године. У њему је готово потпуно уништена и Црква светог Спаса, која је била симбол града.
Према резултатима посписа из 2001. у граду је живела 151.000 становника, али већ у 2010. тај број је опао на 146.000. У Совјетско време град је био познат по имену Ленинакан.
Међу почасним грађанима града Гјумрија налазе се Шарл Азнавур, Валентина Терешкова и Арам Хачатурјан.

## Географија
Град Гјумри налази се у централном делу Ширакске равнице на крајњем северозападу Јерменије, на надморској висини од 1.550 m. Кроз западне делове града протиче река Ахурјан.
Град се налази у равничарском подручју у чијој основи леже вулкански изливи дебљине и до 350 m. Педолошки покривач је богат черноземом.
Вегетација је углавном степска, приметно је одсуство шума, а у речним долинама расту појединачно акације, клен и јасен.
Гјумри је удаљен од Црног мора 196 км, а од Каспијског језера 384 км. Главни град Јереван налази се 126 км југоисточно.
Подручје око Гјумрија одликује се изразито континенталним климатом са топлим и сувим летима и веома хладним зимама. Температуре у летњим месецима редовно прелазе 35 °C, а апсолутни зимски минимум је -41 °C.
Просечна количина падавина на годишњем нивоу је око 500 мм, а највише кише падне током пролећа (посебно у месецу мају). Захваљујући великој надморској висини и малој облачности инсолација је изразито висока са око 2.500 сунчевих сати на годишњем нивоу.

## Историја
Подручје данашњег Гјумрија се сматра једним од најстаријих стално насељених локалитета у Јерменији. Област се спомиње у древним Урартским списима из VIII века пре нове ере. Претпоставља се да су прво насеље на овом подручју основали Грци 401. п. н. е. али да то насеље није опстало. Према другој теорији насеље су основали номадски Кимеријци који су 702. п. н. е. покорили овај регион, а првобитно име града Кумајри се управо односи на јерменски термин којим се описује тај народ. На једном од својих бројних путовања, кроз Кумајри је прошао и Ксенофонт.
Током средњег века Гјумри је био познат као важно трговачко и занатско насеље и центар јерменске побуне против Калифата (733—755).
Након Руско-персијских ратова (1804—1813) Гјумри постаје део Руске империје и у то време био је један од најважнијих градова у Закавказју. У град су се 1829. доселиле бројне јерменске породице из Турске и Јермени су тада по први пут постали већинска популација у том подручју. Занимљиво је да је исте године у Гјумрију боравио и славни руски писац Александар Пушкин на свом пропутовању ка Ерзуруму.
Цар Николај I је граду 1837. променио име у Александропољ, у част своје супруге Шарлоте Пруске, која је након преласка у Православље променила име у Александра Фјодоровна. Исте године у граду је саграђено и велико војно утврђење. Пар година касније Гјумри добија статус вароши и почиње убрзано да се развија. 
У операцији Кавкаски поход у Првом светском рату Гјумри је кратко био део Отоманског царства (од маја до децембра 1918). Турска је поново окупирала Гјумри 7. новембра 1920. након победе у Александропољској бици у Турско-јерменском рату.
Граду је 1924. промењено име у Ленинакан у част совјетског лидера Владимира Лењина, а у совјетско доба град је био веома важан индустријски центар. Након распада Совјетског Савеза граду је на кратко враћено првобитно име Кумајри, да би од 1992. поново било враћено историјско име.
Пошто се налази у сеизмички веома активној зони, Гјумри је 1988. претрпео велика разарања у земљотресу који је погодио тај рејон.

## Становништво
| Година       |
| Становништво |
| ------------ |

Број становника Гјумрија је почео нагло да се повећава након што му је додељен статус вароши 1840. године, а највећи пад у популацијском смислу достигнут је 1988. као последица великог земљотреса. Према службеним резултатима пописа из 2001. у Гјумрију је живела 151.000 становника. Тај број је у 2010. благо опао на 146.400 становника.
| Год.  | Популација | Јермени (%)     | Руси (%)      | Кавкаски Татари (%) | Остали (%)   |
| ----- | ---------- | --------------- | ------------- | ------------------- | ------------ |
| 1829. | ~600       |                 |               |                     |              |
| 1830. | 4.000      |                 |               |                     |              |
| 1850. | 15.000     |                 |               |                     |              |
| 1873. | 20.000     |                 |               |                     |              |
| 1897. | 30.616     | 21.71 (71,1%)   | 5.157 (16,8%) | 1.090 (3,6%)        | 2.598 (8,5%) |
| 1914. | 51.300     |                 |               |                     |              |
| 1923. | 58.600     |                 |               |                     |              |
| 1926. | 42.313     | 37.520 (88,7%)  | 3.634 (8,6%)  | 54 (0,1%)           | 1105 (2,6%)  |
| 1939. | 67.729     | 62.159 (91,8%)  | 4.249 (6,3%)  | 161 (0,2%)          | 1.160 (1,7%) |
| 1959. | 108.446    | 100.960 (93,1%) | 5.630 (5,2%)  | 103 (0,1%)          | 1.753 (1,6%) |
| 1970. | 164.966    |                 |               |                     |              |
| 1984. | 222.000    |                 |               |                     |              |
| 1989. | 122.587    |                 |               |                     |              |
| 2001. | 150.917    |                 |               |                     |              |
| 2010. | 146.100    |                 |               |                     |              |

## Партнерски градови
- Пловдив
- Александрија
- Бјалисток
- Кутаиси
- Твер